# Левицата!
„Левицата!“ е политическа коалиция в България, основана на 12 февруари 2023 г., и участвала в изборите за XLIX (април 2023) и L народно събрание (юни 2024).
Коалицията е основана от „Изправи се, България“, „Алтернатива за българско възраждане“, бивша фракция на „БСП“, „Движение 21“, Земеделски съюз „Александър Стамболийски“, „Българска прогресивна линия“ и „Нормална държава“. При учредяването на коалицията присъстват Мая Манолова, Румен Петков, Цветеслава Гълъбова, Татяна Дончева, Валери Жаблянов и Костадин Паскалев. Тя е създадена с цел съвместно участие на тези формации на предсрочните парламентарни избори през 2023 г.
На парламентарните избори през април 2023 година коалицията получава 2,23% (56 481) и не влиза в парламента. На следващите избори през юни 2024 година коалицията се явява в променен състав и получава 0,51% от гласовете (10 230 гласа).
Коалицията не участва на изборите през октомври 2024 година, когато основните участници в нея се присъединяват към БСП – Обединена левица.

## Вижте още
- Списък на политическите коалиции в България